# آیین‌های رمزآلود
آیین‌های رمزآلود (انگلیسی: Secret Rites) یک فیلم درام شبه‌مستند به کارگردانی درک فورد است که در سال ۱۹۷۱ منتشر شد.
در این فیلم که به بررسی جادوی سیاه و افسونگری می‌پردازد، غیب‌گرا و کاهن اعظم پاگانیسم ویکا، «الکس سندرس» هم حضور دارد. موسیقی فیلم توسط برین والتون ساخته شد.